# Heoclisis tillyardi
Heoclisis tillyardi är en insektsart som först beskrevs av Douglas E. Kimmins 1939.  Heoclisis tillyardi ingår i släktet Heoclisis och familjen myrlejonsländor. Inga underarter finns listade i Catalogue of Life.